# Beygī Khātūn
Beygī Khātūn (persiska: بیگجه خاتون, Beygjeh Khātūn, بيگی خاتون) är en ort i Iran.   Den ligger i provinsen Östazarbaijan, i den nordvästra delen av landet, 600 km nordväst om huvudstaden Teheran. Beygī Khātūn ligger 1 326 meter över havet och antalet invånare är 707.
Terrängen runt Beygī Khātūn är platt åt sydost, men åt nordväst är den kuperad.Runt Beygī Khātūn är det ganska tätbefolkat, med 56 invånare per kvadratkilometer. Närmaste större samhälle är Shabestar, 11,4 km väster om Beygī Khātūn. Trakten runt Beygī Khātūn består i huvudsak av gräsmarker.